# جرانة (بعدان)

تعديل مصدري - تعديل

جرانة هي إحدى قرى عزلة جرانة بمديرية بعدان التابعة لمحافظة إب، بلغ تعداد سكانها 1200 نسمة حسب تعداد اليمن لعام 2004.